# Leonel Wamba
Leonel Wamba Djouffo (Foréké-Dschang, 1º settembre 2002) è un calciatore camerunese, attaccante dell'Al-Wahda.

## Carriera

### Club
Leonel Wamba è approdato allo Spartaks Jūrmala nel 2021, dopo aver militato in Patria per Aigle Royal Menoua e Dragon Yaoundé.
 Il 13 marzo ha debuttato in Virslīga nella sconfitta per 2-1 contro il BFC Daugavpils dove ha realizzato l'unica rete per la sua squadra. Al termine della stagione si è laureato capocannoniere della massima divisione lettone con 14 gol in 25 partite.
Nel luglio 2022 si è trasferito in Algeria al CR Belouizdad.

### Nazionale
Nel 2019 ha partecipato con il Camerun Under-17 al campionato mondiale ed al campionato africano di categoria, vinto in finale contro la Guinea.

## Statistiche
Statistiche aggiornate al 5 agosto 2023.

### Presenze e reti nei club
| Stagione        | Squadra          | Campionato      | Campionato | Campionato | Coppe nazionali | Coppe nazionali | Coppe nazionali | Coppe continentali | Coppe continentali | Coppe continentali | Altre coppe | Altre coppe | Altre coppe | Totale | Totale | Totale |
| Stagione        | Squadra          | Comp            | Pres       | Reti       | Comp            | Pres            | Reti            | Comp               | Pres               | Reti               | Comp        | Pres        | Reti        | Pres   | Reti   |        |
| --------------- | ---------------- | --------------- | ---------- | ---------- | --------------- | --------------- | --------------- | ------------------ | ------------------ | ------------------ | ----------- | ----------- | ----------- | ------ | ------ | ------ |
| 2021            | Spartaks Jūrmala | VL              | 25         | 14         | CL              | 1               | 0               |                    | -                  | -                  |             | -           | -           | 26     | 14     |        |
| 2022-2023       | CR Belouizdad    | L1              | 25         | 7          | CA              | 3               | 1               | CCL+ACC            | 11+3               | 2+0                |             | -           | -           | 42     | 10     |        |
| Totale carriera | Totale carriera  | Totale carriera | 50         | 21         |                 | 4               | 1               |                    | 14                 | 2                  |             | -           | -           | 68     | 24     |        |

## Palmarès

### Club

#### Competizioni nazionali
- Campionato algerino: 1

CR Belouizdad: 2022-2023

### Individuale
- Capocannoniere della Virslīga: 1

2021 (14 gol)

### Nazionale
- Campionato africano Under-17: 1

Tanzania 2019